# Мумпу
Гора Мумпу — самая высокая гора Замбии, высотой 1893 м. Входит в состав горного хребта Мучинга.
Эта гора расположена в центральной части Замби, на территории в лесного заповедника Северная Свака, которая резко поднимается от равнины.
Подъем включает в себя пещеру с летучими мышами, которая расположена на высотам между 1219 и 1524 метров. Ближайший небольшой город — Мкуши, который находится в 3 часах езды от базового лагеря на юго-западе.